# Степное (Ростовская область)
Степно́е — село в Целинском районе Ростовской области.
Входит в состав Юловского сельского поселения.

## Население
| 2010 |
| ---- |
| 653  |

## Улицы
| - ул. Восточная - ул. Молодёжная - ул. Новостройка | - ул. Песчаная - ул. Центральная - ул. Школьная |